# 天知茂
天知 茂（あまち しげる、1931年〈昭和6年〉3月4日 - 1985年〈昭和60年〉7月27日）は、日本の俳優・歌手。本名は臼井 登（うすい のぼる）。別名はペンネームの宇寿木 純と臼井 暢浩。芸名はファンである中日ドラゴンズの天知俊一監督と杉下茂投手が由来。
愛知県名古屋市出身。東邦商業学校卒業。

## 来歴
旗本・水野十郎左衛門の子孫で、家は旧尾張藩士であった。高校卒業後、1949年に松竹へ。大部屋俳優以下の仕出し扱いであった。2年間、通行人などをこなしたが解雇される。
1951年、第一期新東宝スターレットに選ばれ入社。同期には左幸子、久保菜穂子、高島忠夫、三原葉子、松本朝夫、小笠原弘らがいた。同期の新人が次々と主演に抜擢される中、ここでもほとんど仕出し扱いで、最初の2年間は給料わずか5千円、兄からの仕送りがなければ暮らせなかった。仕出しやちょい役が続いたが、1954年、蟻プロ制作の低予算映画『恐怖のカービン銃』で初主演。その後も脇役ばかりであったが、大蔵貢が社長に就任すると、経費削減の為、給料の高いスター級の俳優とは契約を打ち切り、脇役俳優に役が回ってきた。1957年（昭和32年）、『暁の非常線』で2度目の主演。悪役俳優として注目されるようになったが、当人は二枚目役を望んでいたので不満だった。1959年、映画『東海道四谷怪談』で監督の中川信夫より民谷伊右衛門役に抜擢され、迫真の演技力により注目される。以後、1961年まで多くの主演作が作られるようになる。労働組合委員長として新東宝倒産まで在籍した。
1961年、大映と本数契約。時代劇を中心に準主演級で1971年の大映倒産まで活躍。『座頭市物語』の平手造酒役での個性的な演技で頭角をあらわし、田宮二郎主演の犬シリーズではコミカルなショボクレ刑事役をこなした。伊藤大輔脚本・三隅研次監督・伊福部昭音楽の『眠狂四郎無頼剣』（シリーズ第8作）では、狂四郎の敵役として対等の存在感を見せた。
1964年以降は兄貴分の鶴田浩二のいる東映の任侠映画でも準主演級で活躍。次第に役域を広げる機会に恵まれ、1968年には三島由紀夫の依頼により、美輪明宏主演舞台『黒蜥蜴』（原作は江戸川乱歩、脚色は三島）で明智小五郎役を演じ、これが当たり役となる。
1966年に「A&Aプロダクション」を設立し独立（後にアマチプロゼに改称）。弓恵子、北町嘉朗、岡部正純、宮口二郎、池田駿介、堀之紀、山崎純資などの俳優が所属していた。ニヒルな渋さを漂わせた個性派俳優としてハードボイルドの代表的スターの一人となり、かつてとは逆に、刑事など社会正義派的な役どころがはまり役となっていく。テレビ朝日系で放送された『非情のライセンス』や、土曜ワイド劇場で連続放映された『江戸川乱歩の美女シリーズ』は人気のシリーズとなった。また、『非情のライセンス』では主題歌「昭和ブルース」をヒットさせた。
テレビ時代劇においても、主演および主要脇役として活躍。『雲霧仁左衛門』『無宿侍』『江戸の牙』『闇を斬れ』『地獄の左門十手無頼帖』など連続ドラマやシリーズ物の主演多数、TBS系高視聴率番組『大岡越前』では与力・神山左門役で存在感を示した。
俳優以外の活動としてアマチフィルムを設立。自らも宇寿木純というペンネームでメガホンをとった。また、中川信夫の監督映画『怪異談 生きてゐる小平次』では題字を手掛けた。
明智シリーズも25作目を数え、時代劇やコメディドラマでも味を見せ、新たな映画製作の企画を進めていた矢先の1985年7月27日（土曜日）、クモ膜下出血により渋谷区の日本赤十字社医療センターにて死去。満54歳だった。没した直後の8月3日に放送された明智シリーズ第25作『黒真珠の美女』が遺作となった。墓所は世田谷区龍雲寺。

## 人物
- ニヒルな役柄の代表格・代名詞的存在として、孤独なヒーロー役や悪役を演じることが多かった。役と本人の人柄が混同されがちだが、関係者は一様に「真面目だが気さくな人柄だった」と語っている。
- 独特の美貌と眉間の皺で女性ファンが多く“マダムキラー”の異名を持ったが、私生活では浮ついたところがなく、よき家庭人だった。「夫婦喧嘩など一回もしたことがなかった」と葬儀の際、純代夫人（第一期新東宝スターレットの元女優で、当時の芸名は森悠子）が証言している。
- 宮口二郎、奥田瑛二、宅麻伸、堀之紀らが天知の付き人であった。宮口が『非情のライセンス』のレギュラーに起用されたり、宮口や宅麻が『江戸川乱歩の美女シリーズ』に脇役で招かれたりしたように、弟子や後輩の面倒見が非常に良かったことで知られる。

## 逸話
- 作家澁澤龍彦は天知のファンで、『地獄』（中川信夫監督）その他の作品における彼の存在感と演技力を高く評価していた。
- 三島由紀夫も『東海道四谷怪談』における天知の演技を高く評価し、丸山明宏（美輪明宏）初主演の舞台『黒蜥蜴』（1968年）の明智小五郎役に抜擢した[2]。

- 角川春樹は、テレビドラマ『孤独の賭け』で天知が演じた六本木のバーの経営者に憧れて、大学卒業後に新宿でバーを経営していたことがある。
- 若山富三郎は後輩を壁際に立たせ、若山得意の手裏剣を投げつけるというパフォーマンスを行っていたが、天知は手裏剣を投げつけられても瞬きひとつせず、若山を感心させた[3]。

## 出演

### 映画
- 歌の山脈 （1952年、新東宝）

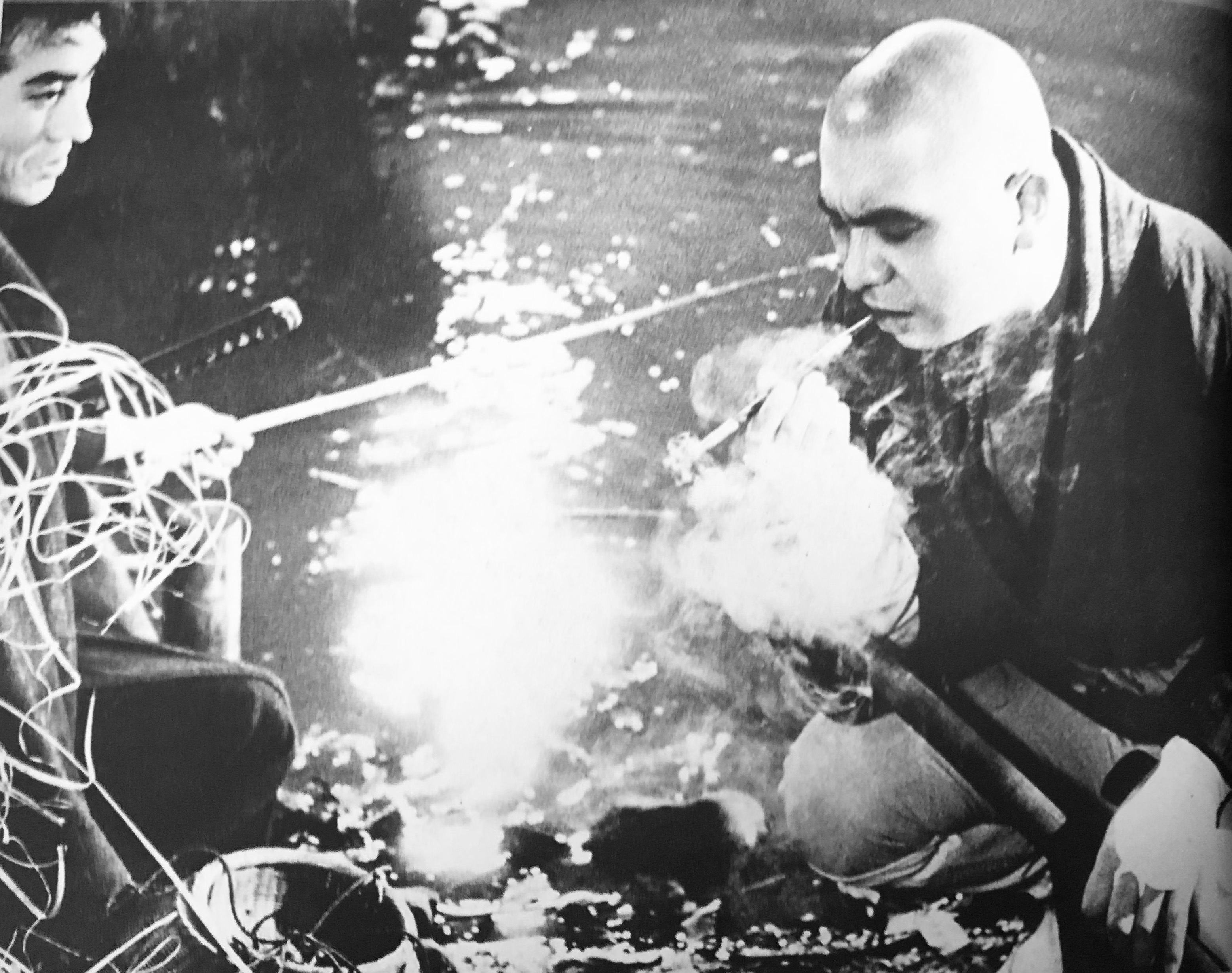
『座頭市物語』（1962年）

- もぐら横丁 （1953年、新東宝） - 光田文雄
- 明日はどっちだ （1953年、新東宝）
- 青春ジャズ娘 （1953年、新東宝） - 石川
- 若き日の啄木 雲は天才である （1954年、新東宝）
- 潜水艦ろ号 未だ浮上せず （1954年、新東宝）
- 悲恋まむろ川 （1954年、新東宝） - 三条の新三郎
- 恐怖のカービン銃 （1954年、新東宝） - 大津
- トラン・ブーラン 月の光 （1954年、新東宝） - ゲリラ隊長
- 悲恋まむろ川 （1954年、新東宝） - 三条の新三郎
- 神州天馬侠 （1955年、新東宝） - 木隠龍太郎
- 爆笑青春列車 （1955年、新東宝） - 渋谷正夫
- 悪魔の囁き （1955年、新東宝） - 黒眼鏡の男
- 森繁のデマカセ紳士 （1955年、新東宝） - 画家
- 君ひとすじに （1956年、新東宝） - 大原英次
- 女真珠王の復讐 （1956年、新東宝） - 山内雄三
- 空飛ぶ円盤 恐怖の襲撃 （1956年、新東宝） - 大杉助手
- 剣豪相馬武勇伝 檜山大騒動 （1956年、新東宝） - 弥太郎
- 人形佐七捕物帖 妖艶六死美人 （1956年、新東宝） - 浅香啓之助
- 桂小五郎と近藤勇 龍虎の決戦 （1957年、新東宝） - 永倉新八
- 警察官 （1957年、新東宝） - 吉田
- 明治天皇と日露大戦争 （1957年、新東宝） - 代議士
- 憲兵とバラバラ死美人 （1957年、新東宝） - 恒吉軍曹
- 暁の非常線 （1957年、新東宝） - 馬島政吉
- 五人の犯罪者 （1957年、新東宝） - 天野
- 飛竜鉄仮面 （1957年、新東宝） - 坂本竜馬
- 稲妻奉行 （1958年、新東宝） - 秋月典膳
- 女王蜂 （1958年、新東宝） - 真崎
- 勝利者の復讐 （1958年、新東宝） - 深沢正夫
- スター毒殺事件 （1958年、新東宝） - 上原城二
- 憲兵と幽霊 （1958年、新東宝） - 波島憲兵中尉
- 白線秘密地帯 （1958年、新東宝） - 久保木
- 毒蛇のお蘭 （1958年、新東宝） - ザンギリ源次
- 女王蜂の怒り （1958年、新東宝） - 剛田昇
- 女間諜 暁の挑戦 （1959年、新東宝） - 岸井隆
- 女吸血鬼 （1959年、新東宝） - 竹中信敬
- 無警察 （1959年、新東宝） - 北村浩一
- 静かなり暁の戦場 （1959年、新東宝） - 国井中尉
- 日本ロマンス旅行 （1959年、新東宝） - 明智光秀
- 東海道四谷怪談 （1959年、新東宝） - 民谷伊右衛門
- 黒線地帯 （1960年、新東宝） - 町田広二
- 女体渦巻島 （1960年、新東宝） - 陳雲竜
- 太平洋戦争 謎の戦艦陸奥 （1960年、新東宝） - 伏見少佐
- 黄線地帯 イエローライン （1960年、新東宝） - 衆木一広
- 皇室と戦争とわが民族 （1960年、新東宝） - 椎崎少佐
- 地獄 （1960年、新東宝） - 清水四郎
- 女王蜂と大学の竜 （1960年、新東宝） - 駒形金竜
- トップ屋を殺せ （1960年、新東宝） - 島木浩
- 怒号する巨弾 （1960年、新東宝） - 天田公一
- 暴圧（大虐殺） （1960年、新東宝） - 古川大次郎
- 女王蜂の復讐 （1961年、新東宝） - 田代政一郎（無鉄砲の政）
- 恋愛ズバリ講座 （1961年、新東宝） - リッチマン社・富田社長
- 地平線がぎらぎらっ（1961年、新東宝） - 教授
- 南郷次郎探偵帳 影なき殺人者 （1961年、新東宝） - 南郷次郎
- 火線地帯 （1961年、新東宝） - 黒岩
- 黒と赤の花びら （1962年、大宝） - 田代雄二
- 俺が裁くんだ （1962年、新東宝 / 日活） - 興津
- 座頭市物語 （1962年、大映） - 平手造酒
- 斬る （1962年、大映） - 多田草司
- 悲恋の若武者 （1962年、大映） - 成尾壮一
- 長脇差忠臣蔵 （1962年、大映） - 小松伊織
- 青葉城の鬼 （1962年、大映） - 柿崎六郎兵衛
- 剣に賭ける （1962年、大映） - 寺田七郎太
- 新選組始末記 （1963年、大映） - 土方歳三
- 破れ傘長庵 （1963年、大映） - 藤掛道十郎
- 第三の影武者 （1963年、大映） - 三木定光
- 江戸無情 （1963年、大映） - 進藤辰之助
- 犬シリーズ （1964年 - 1967年、大映） - 木村準太（ショボクレ刑事）
  - 宿無し犬 （1964年）
  - ごろつき犬 （1965年）
  - 鉄砲犬 （1965年）
  - 続・鉄砲犬 （1966年）
  - 早射ち犬 （1967年）
  - 勝負犬 （1967年）
- 駿河遊侠伝 賭場荒し （1964年、大映） - 岩村の七蔵
- 博徒 （1964年、東映） - 藤松米太郎
- 竜虎一代 （1964年、東映） - 縄手清治
- いも侍 蟹右衛門 （1964年、松竹） - 淵上甚兵衛
- 顔役 （1965年、東映） - 花岡章
- いも侍 抜打ち御免 （1965年、松竹） - 所俊二郎
- 孤独の賭け （1965年、東映） - 千種梯二郎
- 主水之介三番勝負 （1965年、東映） - 大塚玄蕃
- 獣の剣 （1965年、松竹） - 星野頼母
- 夜の勲章 （1965年、大映） - 日草
- 黒幕 （1966年、松竹） - 利根五郎
- 座頭市の歌が聞える （1966年、大映） - 黒部玄八郎
- 関東やくざ嵐 （1966年、東映） - 柳五郎
- 893愚連隊 （1966年、東映） - 杉山
- 可愛いくて凄い女 （1966年、東映） - 黒木
- 男の勝負 （1966年、東映） - 奥田弁次郎
- 女は復讐する （1966年、松竹） - 新田純一
- 眠狂四郎無頼剣 （1966年、大映） - 愛染
- 雪の喪章 （1967年、大映） - 日下群太郎
- 東京博徒 （1967年、大映） - 志村
- 男の勝負 仁王の刺青 （1967年、東映） - 滝井伊三郎
- 侠客道 （1967年、東映） - 中上啓介
- あゝ同期の桜 （1967年、東映） - 間宮軍医長
- 恐喝こそわが人生 （1968年、松竹） - 三宅弘
- 殺すまで追え 新宿25時 （1969年、松竹） - 檜健作
- 女賭博師 花の切り札 （1969年、大映） - 素走りの浅吉
- あぶく銭 （1970年、大映） - さむらい政
- 君は海を見たか （1971年、大映） - 増子一郎
- 藤圭子 わが歌のある限り （1971年、松竹） - 作曲家・石中
- 女番長ブルース 牝蜂の逆襲 （1971年、東映） - 土居正也
- 傷だらけの人生 古い奴でござんす （1972年、東映） - 神田良吉
- まむしの兄弟 懲役十三回 （1972年、東映） - 観音の弥之助
- 昭和おんな博徒 （1972年、東映） - 島崎勇三
- 賞金首 一瞬八人斬り （1972年、東映） - 薊弥十郎
- 白昼の死角 （1979年、東映） - 福永検事
- 二百三高地 （1980年、東映） - 金子堅太郎
- 女帝 （1983年、ヴァンフィル） - 杉浦
- 修羅の群れ （1984年、東映） - 大島英五郎
- 狼男とサムライ（1984年、アマチフィルム） - 貴庵　監督/脚本/出演：ポール・ナッシー

### テレビドラマ
- 喧嘩太郎 （1961年、TBS） - 宇野太郎
- 砂の器 （1962年、TBS） - 関川重雄
- 青年弁護士 第6話「宿命」（1963年、NTV）
- 孤独の賭け （1963年、NET / 1978年、12ch） - 千種梯二郎
- 廃虚の唇 （1964年、NET） - 泉田敬
- 悪の紋章 （1965年、NET） - 稲村
- ミスター・シャネル （1965年、KTV）
- ザ・ガードマン (TBS)
  - 第51話「男の争い」（1966年） - 立花
  - 第67話「高倉キャップを消せ」（1966年） - 佐野
  - 第102話「真夜中の標的」（1967年） - 黒木健二
- 土曜日の虎 第18話「ニューヨークから来たスパイ」（1966年、TBS） - ビクター竹内
- 泣いてたまるか 第11話「先輩後輩」（1966年、TBS） - 巡査
- 銭形平次 (CX)
  - 第33話「冥土の便り」（1966年） - 田波和之助
  - 第284話「白い粉」（1971年） - 伊藤北陽
  - 第339話「冥途の土産」（1972年） - 清次郎
- 新吾十番勝負 第32話「音無し片手剣法」（1967年、TBS / 松竹テレビ室）- 宗方主膳
- 文五捕物絵図 第12話「武州糸くり唄」（1967年、NHK） - 立木仙三
- ローンウルフ 一匹狼 （1967年 - 1968年、NTV） - 響裕二
- 夜の主役 （1968年、NTV） - 尾形修二
- 新・日本剣客伝 第3話「伊藤一刀斎」（1969年、NET） - 伊藤一刀斎
- 大奥 第50話「最後の将軍とその妻」〜第52話「華麗なる終焉」（1969年、KTV） - 徳川慶喜
- あゝ忠臣蔵 （1969年、KTV） - 毛利小平太
- さすらい （1969年、TBS） - 御崎卓矢
- 赤ん坊夫人（1969年、KTV）
- 大岡越前 （1970年 - 1973年、TBS） - 神山左門
- 男は度胸 （1970年 - 1971年、NHK） - 土屋主水之介
- 昨日と明日の間（1970年、日本テレビ） - 白戸魁太郎
- 剣豪 （1970年、NET） - 桜井荘四郎
- 日本怪談劇場 第13話「怪談・雪女」（1970年、12ch） - 巳之吉
- 大江戸捜査網アンタッチャブル 第1シリーズ第16話「喧嘩渡世・命売ります」（1970年、12ch/日活） - 淡野右近
- 新吾十番勝負 (松方弘樹版)（1970年)（KTV)
- 徳川おんな絵巻 (KTV)
  - 第7話「お妾拝領仕る」・第8話「嫁地獄」（1970年） - 神尾新八郎
  - 第48話「鬼火ヶ淵の精」（1971年） - 七尾正臣
- 水戸黄門 第2部 第19話「浪人街の決斗 -諏訪-」（1971年、TBS） - 沖山船十郎
- 天皇の世紀 第4話「地熱」・第5話「大獄」（1971年、ABC） - 長野主膳
- 柳生十兵衛 第20話「こぶつき浪人」（1971年、CX） - 新堂左馬之助
- 軍兵衛目安箱 第3話「脱牢者の待つ道」（1971年、NET） - 岩田新三郎
- 次郎長三国志 第2話「若親分誕生」（1971年、CX）- 大前田英五郎
- 江戸巷談 花の日本橋 第3話・第4話「晴れ姿 幡随院長兵衛（前・後編）」（1971年、KTV） - 水野十郎左衛門
- 大忠臣蔵 （1971年、NET） - 清水一学
- 笹沢左保 「峠」シリーズ / 暮坂峠への疾走 （1972年、CX） - 竜舞の銀次
- 24時間の男 第1話「愛がさかれるとき」（1972年、TBS） - 三田士郎
- 忍法かげろう斬り 第24話「忍者狩り始末」（1972年、KTV） - 服部半蔵
- 必殺仕掛人 第12話「秋風二人旅」（1972年、ABC） - 峯山又十郎 / 井坂惣市 （二役）
- 長谷川伸シリーズ 第11話「三ツ角段平」（1972年、NET） - 三ツ角段平
- 怪談 第1話「四谷怪談」（1972年、NET）- 伊右衛門
- 非情のライセンス（NET→ANB） - 会田刑事
  - 第1シリーズ （1973年4月 - 1974年3月）
  - 第2シリーズ （1974年10月 - 1977年3月）
  - 第3シリーズ （1980年5月 - 12月）
- 通りゃんせ （1973年、CX） - 貝原比佐志
- 無宿侍 （1973年、CX） - 卍幻之介
- 土曜ワイド劇場 (ANB)
  - 新幹線殺人事件 （1977年） - 冬本信一
  - 江戸川乱歩の美女シリーズ （1977年 - 1985年） - 明智小五郎
  - 第三の女 （1982年） - 大湖浩平
  - 西村京太郎トラベルミステリー（5）東北新幹線殺人事件 （1984年） - 十津川警部　※三橋達也の代役として主演
- 野望 （1977年、ANB） - 猪斐雅彦（氏家修）
- 暴れん坊将軍シリーズ（ANB・東映）
  - 吉宗評判記 暴れん坊将軍 第2話「素晴らしき藪医者」・第15話「春を呼ぶ藪医者」（1978年） - 小川笙船
  - 暴れん坊将軍II 第93話「天下を占う大姐御!」（1985年） - 平岡監物
- 大空港 第1話「海外逃亡を阻止せよ」・第10話「男たちの詩」（1978年、CX） - 国際刑事課・三井係長
- 新幹線公安官 第2シリーズ 第17話「非情の捜査線」（1978年、ANB） - 時任＝原井健介
- 日曜恐怖シリーズ / 首無し島 （1978年、KTV） - 北川駿
- 森村誠一シリーズII / 野性の証明 （1979年、MBS） - 乾検事
- 柳生一族の陰謀 第23話「宮本武蔵の首を取れ!」（1979年、KTV） - 宮本武蔵
- 桃太郎侍 第133話「千代田の濠に咲く友情」（1979年、NTV） - 脇坂摂津守　※特別出演
- 赤穂浪士 （1979年、ANB） - 脇坂淡路守
- 雲霧仁左衛門 （1979年、KTV） - 雲霧仁左衛門
- 高木彬光シリーズ / 白昼の死角 （1979年、MBS） - 福永検事
- 江戸の牙 （1979年 - 1980年、ANB） - 剣精四郎
- 闇を斬れ （1981年、KTV） - 鳥飼新次郎 / 徳川家治  ※最終回（第26話）で二役を演じた
- 影の軍団シリーズ (KTV)
  - 影の軍団III 第5話「影なき男の影」（1982年） - 村上新八郎
  - 影の軍団IV 第10話「葬式は俺がやる」（1985年） - 近藤勇　※遺作
- 時代劇スペシャル (CX)
  - 地獄の左門十手無頼帖 （1982年 - 1984年　全4作） - 神山左門
  - 十六文からす堂 （1982年 - 1983年　全2作） - 唐津栄三郎
  - 密偵 （1983年） - 榊原主計
- 柳生新陰流 第4話「宗矩と二蓋笠」（1982年、TX） - 荒木又右衛門
- 新春ワイド時代劇 / 寛永御前試合 （1983年、ANB） - 松平伊豆守
- AカップCカップ （1983年、TX） - 日下部　※天知唯一のコメディ作品・主演
- 新ハングマン 第1話「令嬢を情婦に堕した悪徳署長」（1983年、ABC） - ゴッド　※以降はOPナレーションを担当
- 大奥 （1983年、KTV） - 間部詮房
- ニュードキュメンタリードラマ昭和 松本清張事件にせまる 第23回「三島由紀夫自決事件」（1984年、ANB） - 証言者として出演
- 12時間超ワイドドラマ / 風雲 柳生武芸帳（1985年、TX） - 柳生兵庫助
- 月曜ドラマランド / ひまわりくん （1985年、CX） - 天知刑事
- ニッポン親不孝物語 （1985年、NTV） - 月島丈二
- 金曜女のドラマスペシャル / 未完の盛装 （1985年、CX） - 赤松三郎

### バラエティ
- アップダウンクイズ （1978年5月） ※シルエットクイズのゲスト
- 相性診断!あなたと私はピッタンコ （1978年11月1日） ※純代夫人と出演
- 三枝の愛ラブ!爆笑クリニック （1982年1月6日） ※純代夫人と出演
- 森田一義アワー 笑っていいとも! （1984年8月31日） ※テレフォンショッキングのゲスト
- 今夜は最高! （1984年10月27日） ※パートナーは夏木マリ
- 3時のあなた （1985年3月12日）

## ディスコグラフィー

### シングル
| 発売日               | 規格品番             | 面                   | タイトル                     | 作詞                  | 作曲                 | 編曲                 |
| ポリドール・レコード | ポリドール・レコード | ポリドール・レコード | ポリドール・レコード         | ポリドール・レコード  | ポリドール・レコード | ポリドール・レコード |
| -------------------- | -------------------- | -------------------- | ---------------------------- | --------------------- | -------------------- | -------------------- |
| 1964年               | DJ-1451              | A                    | 廃墟の唇                     | 水木かおる            | 藤原秀行             | 廣瀬雄一             |
| 1964年               | DJ-1451              | B                    | 星のない夜のブルース         | 水木かおる            | 藤原秀行             | 廣瀬雄一             |
| ローヤルレコード     |                      |                      |                              |                       |                      |                      |
| 1966年1月            | RQ-611               | A                    | 男が初めて泣いた夜           | 真弓田一夫            | 真木淑夫             | 真木淑夫             |
| 1966年1月            | RQ-611               | B                    | 男だったら                   | 榎戸孝雄              | 堂本美好             | 牧野昭一             |
| 1966年               | RQ-622               | A                    | 赤い爪                       | 真弓田一夫            | 真木淑夫             | 真木淑夫             |
| 1966年               | RQ-622               | B                    | 黒い海のブルース             | 橘彦丞                | 戸川敏郎             | 真木淑夫             |
| テイチクレコード     |                      |                      |                              |                       |                      |                      |
| 1966年10月           | SN-424               | A                    | 空白のブルース               | 門井八郎              | 牧野昭一             | 牧野昭一             |
| 1966年10月           | SN-424               | B                    | 夜更けの影                   | 門井八郎              | 牧野昭一             | 牧野昭一             |
| 1966年               | SN-435               | A                    | 女心よ なぜ赤い              | 木下龍太郎            | 渡辺宙明             | 渡辺宙明             |
| 1966年               | SN-435               | B                    | 風は生きている               | 門井八郎              | 牧野昭一             | 牧野昭一             |
| クラウンレコード     |                      |                      |                              |                       |                      |                      |
| 1967年               | CW-754               | A                    | 一匹狼（ローンウルフ）       | 星野哲郎              | 山下毅雄             |                      |
| 1967年               | CW-754               | B                    | 復讐のメロディー             | 星野哲郎              | 山下毅雄             |                      |
| 大映                 |                      |                      |                              |                       |                      |                      |
| 1968年               | D-58                 | A                    | 夜に賭ける                   | 天知茂                | 丸山明宏             |                      |
| 1968年               | D-58                 | B                    | 夜が呼んでいる               | 邦光史郎              | 伊達政男             |                      |
| ポリドール・レコード |                      |                      |                              |                       |                      |                      |
| 1973年               | DR-1767              | A                    | 昭和ブルース                 | 山上路夫              | 佐藤勝               | 伊部晴美             |
| 1973年               | DR-1767              | B                    | 「非情のライセンス」テーマ曲 | -                     | 渡辺岳夫             | 渡辺岳夫             |
| 1973年               | DR-1804              | A                    | 人生                         | 吉田旺                | 中村泰士             | 高田弘               |
| 1973年               | DR-1804              | B                    | ひとりのふたり               | 天知茂                | 渡辺岳夫             | 渡辺岳夫             |
| 1974年               | DR-1881              | A                    | 昭和ブルース                 | 山上路夫              | 佐藤勝               | 伊部晴美             |
| 1974年               | DR-1881              | B                    | 酒                           | 山田孝雄              | 中山大三郎           | 高田弘               |
| 1974年               | DR-1937              | A                    | 非情の街                     | 岡たくみ 補：山田孝雄 | 渡辺岳夫             | 松山祐士             |
| 1974年               | DR-1937              | B                    | 気にかかる                   | 天知茂                | 高島忠夫             | 伊部晴美             |
| 1976年               | DR-6026              | A                    | ちえこ                       | 武田鉄矢              | 中山大三郎           | 若草恵               |
| 1976年               | DR-6026              | B                    | 酔いどれブルース             | 中原槙子              | 中山大三郎           | 若草恵               |
| 1977年               | DR-6146              | A                    | 流れの雲に                   | 川内康範              | 渡久地政信           | 伊部晴美             |
| 1977年               | DR-6146              | B                    | 愛のテーマ                   | -                     | 伊部晴美             | 伊部晴美             |
| 1978年               | DR-6229              | A                    | 飲んでひとり                 | 四方章人 永山和雄     | 四方章人             | 若草恵               |
| 1978年               | DR-6229              | B                    | さよならなんて               | 天知茂                |                      |                      |
| 1978年               | DR-6266              | A                    | 男のポケット                 | 高田ひろお            | 壇一郎               | 伊部晴美             |
| 1978年               | DR-6266              | B                    | 枯葉の予感                   | 高田ひろお            | 四方章人             | 若草恵               |
| 1978年               | DR-6297              | A                    | うしろ姿                     | 天知茂                | 遠藤実               | 京建輔               |
| 1978年               | DR-6297              | B                    | 男のグラス                   | いではく              | 遠藤実               | 斉藤恒夫             |
| 1979年               | DR-6366              | A                    | ふたりづれ                   | 天知茂                | 遠藤実               | 伊部晴美             |
| 1979年               | DR-6366              | B                    | 淋しがりや                   | 天知茂                | 遠藤実               | 京建輔               |
| 1979年               | DR-6371              | A                    | 過去                         | 清水堅三              | 中山大三郎           | 伊部晴美             |
| 1979年               | DR-6371              | B                    | THE FANG                     | -                     | 伊部晴美             | 伊部晴美             |
| 1980年               | DR-6407              | A                    | 昭和ブルース                 | 山上路夫              | 佐藤勝               | 伊部晴美             |
| 1980年               | DR-6407              | B                    | 「非情のライセンス」テーマ曲 | -                     | 渡辺岳夫             | 渡辺岳夫             |
| 1980年               | DR-6426              | A                    | ひと夜                       | 藤公之助              | 京建輔               | 京建輔               |
| 1980年               | DR-6426              | B                    | 人生のせせらぎ               | 藤公之助              | 京建輔               | 京建輔               |
| 1981年               | 7DX 1051             | A                    | なごやブルース               | 桜井幸介              | 土田啓四郎           | 京建輔               |
| 1981年               | 7DX 1051             | B                    | なごやブルース（カラオケ）   | -                     | 土田啓四郎           | 京建輔               |
| 1982年               | 7DX 1142             | A                    | 夫婦傘                       | 天知茂                | 竜鉄也               | 京建輔               |
| 1982年               | 7DX 1142             | B                    | 惚れたよ                     | 藤公之介              | 竜鉄也               | 京建輔               |
| 1983年               | 7DX 1232             | A                    | 恋酒                         | 天知茂                | 天知茂               | 京建輔               |
| 1983年               | 7DX 1232             | B                    | 絆                           | 天知茂                | 天知茂               | 京建輔               |
| 1984年               | 7DX-1314             | A                    | 北の海にて                   | 天知茂                | 天知茂               | 高田弘               |
| 1984年               | 7DX-1314             | B                    | 星よ                         | 天知茂                | 天知茂               | 京建輔               |

### アルバム
1. 昭和ブルース〜孤独とロマンと恋唄と　（1974年）
2. 浪漫・悲歌（ロマン・えれじい）　（1976年、MR-3012）
3. 歌心　（1977年、MR-3094）
4. 旅路〜うしろ姿（遠藤実作品集）　（1979年）
5. 花の大正琴　（1980年）
6. 演歌の旅 奥飛騨慕情／大阪しぐれ　（1981年）
7. 夫婦傘　（1982年）
8. 北の海にて　（1984年）

## 関連・参考書籍
- 天知茂 （1999年、ワイズ出版 / 臼井薫・円尾敏郎編） ISBN 489830012X
- ニヒル天知茂 日本映画スチール集 （2001年、ワイズ出版 / 臼井純代監修 石割平・円尾敏郎編） ISBN 4898301045
- 波瀾ばんじょう君 向かい風に向かって－天知茂先生に誘われて （2008年、文芸社 / 平松幸於著） ISBN 4286042731　※付き人の回想録